# 马德拉立法议会
马德拉立法议会（葡萄牙語：Assembleia Legislativa da Madeira）是葡萄牙的马德拉自治区的立法机关。马德拉立法议会有47名议员，议员通过洪德法名单比例代表制选举产生。每届议会任期4年。现任议会主席是José Lino Tranquada Gomes。